# Cuilapa
Cuilapa är en departementshuvudort i Guatemala.   Den ligger i departementet Departamento de Santa Rosa, i den södra delen av landet, 50 km sydost om huvudstaden Guatemala City. Cuilapa ligger 902 meter över havet och antalet invånare är 16 484.
Terrängen runt Cuilapa är huvudsakligen kuperad, men åt nordost är den bergig. Terrängen runt Cuilapa sluttar söderut. Runt Cuilapa är det ganska tätbefolkat, med 104 invånare per kvadratkilometer. Närmaste större samhälle är Barberena, 7,6 km nordväst om Cuilapa. I omgivningarna runt Cuilapa växer huvudsakligen savannskog.